# Rudolf Adriaan van Sandick

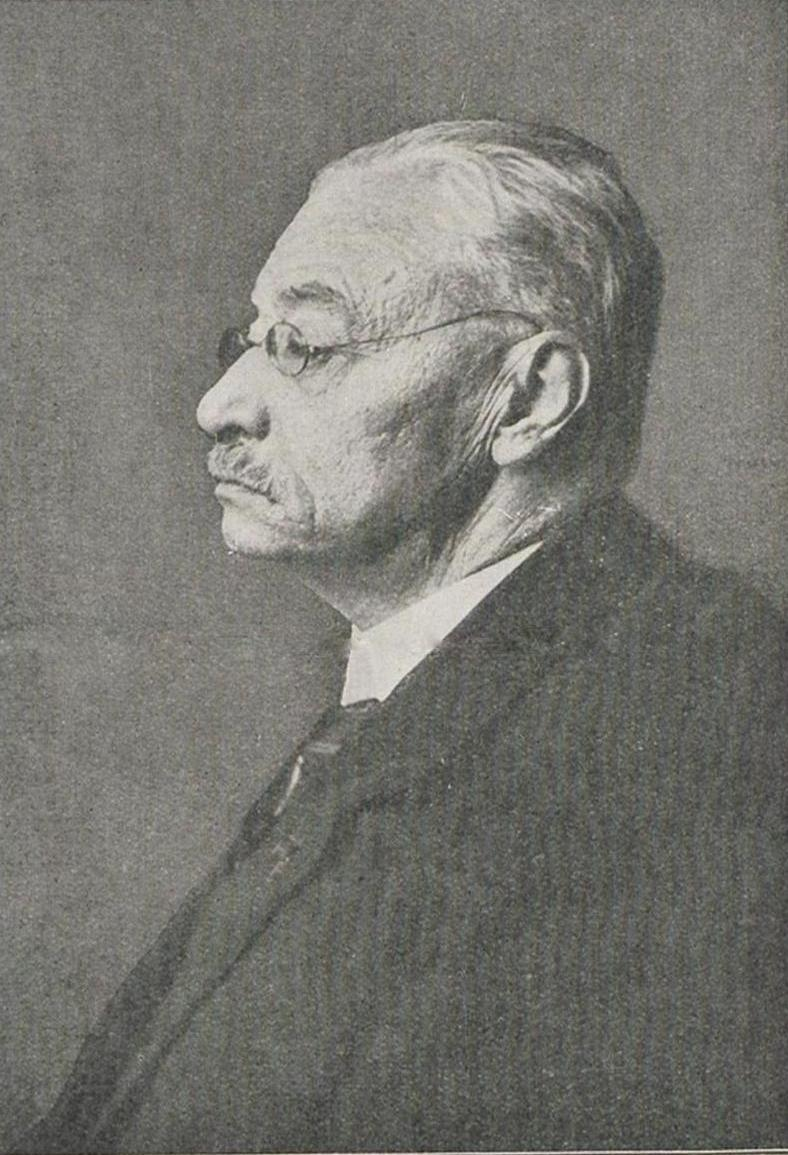
Rudolf Adriaan van Sandick

Rudolf Adriaan van Sandick (* 6. Dezember 1855 in Terborg, Provinz Gelderland; † 25. Januar 1933 in Den Haag) war ein niederländischer Bauingenieur.

## Leben
Rudolf Adriaan van Sandick war der Sohn eines Pfarrers. Er studierte Bauingenieurwesen in Delft und schloss sein Studium 1878 mit dem Diplom ab. Er arbeitete zunächst als Bauingenieur beim Wasserstraßenbau in den Niederlanden und war ab 1880 für vier Jahre in der öffentlichen Bauverwaltung in Niederländisch-Indien tätig. Im Anschluss unterrichtete er an Höheren Bürgerschulen in Deventer und Amsterdam Naturwissenschaften und Mechanik. Von 1895 bis 1902 arbeitete er als Schriftleiter, zunächst für die Zeitschrift Insulinde, danach für die Zeitschrift Indische Gids. Im April 1898 folgte seine Berufung zum Generalsekretär des „Koninklijk Instituut van Ingenieurs“. Dieses Amt hatte er bis 1932 inne. 1900 wurde er Hauptschriftleiter der Zeitschrift De Ingenieur.
Rudolf Adriaan van Sandick war ein Förderer der Gemeinschaftsarbeit auf dem Gebiet der technischen Wissenschaften. 1931 gehörte er anlässlich des 75-jährigen Vereinsjubiläums des Vereins Deutscher Ingenieure (VDI) zu den ersten Empfängern des neu gestifteten VDI-Ehrenzeichens.